# ユニコーンストアーズ
Unicorn Stores (HK) Ltd.（日: ユニコーンストアーズ（香港）株式会社）は、香港で総合GMSを運営しているHenderson Investment Limited（中: 恒基兆業發展有限公司）系列のUrban Kirin Limited傘下の企業。以前はUNY (HK) Co., Ltd.（日: ユニー香港株式会社　中: 優你香港有限公司）として、ユニー・ファミリーマートホールディングス（現・ファミリーマート）の海外関係会社として、香港に本社を置いていたが、2018年5月をもってグループから離脱した。

## 概要
当初はユニー初の直轄海外事業として起業。日系スーパーとして現地在住邦人はもとより、日本食材を充実させていることで香港人にも馴染みが深い。日本食材の充実度から香港では一番日本らしいスーパーマーケットとも言われる。
2010年6月、23年ぶりに新店をオープンさせた。また当時は数年内に4号店の出店を計画していた。
2018年5月、ユニー・ファミリーマートホールディングスは、香港の不動産開発大手「恒基兆業地産（ヘンダーソンランド）」系の投資ファンド「Urban Kirin Limited」に同月末をもって、売却したことを発表した。

## 沿革
- 1985年12月3日 - ユニーによりユニー香港が設立
- 1987年6月12日 - UNY生活創庫として香港島の太古城中心のCITY.PLAZAに開店[2]
- 2018年5月31日 - ユニー・ファミリーマートホールディングス傘下から離脱しユニコーンストアーズへ改称
- 2020年9月26日 - 谷辰を開店

## 店舗
- APITA CITYPLAZA 太古城（タイクーシン）中心店 （香港島地区東区太古城）

香港1号店。2007年5月2日にUNY生活創庫をアピタへ改装および改称。

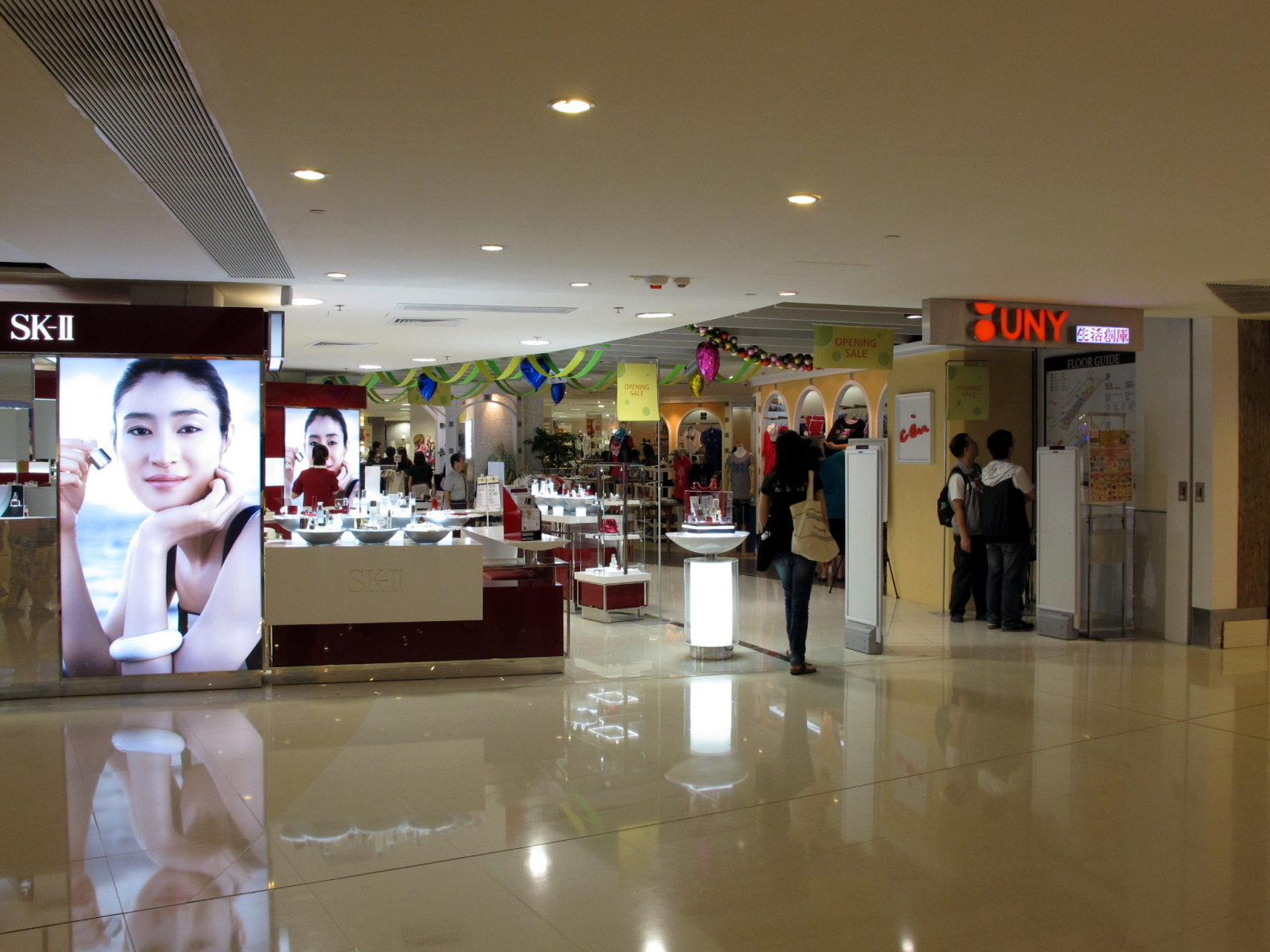
UNY生活創庫樂富廣場店

- UNY生活創庫 LOKFU 楽富（ロクフー）店 （九龍地区黄大仙区）

2010年2月末に撤退した吉之島（ジャスコ）樂富店の後継として、別棟に同年6月1日プレオープン。同月5日グランドオープン。
当初アピタで開店予定だったが変更し、2007年まで使用して現地で認知されている店舗ブランド「ユニー生活創庫」を再活用。香港進出後、23年目の2号店出店である。
- UNY生活創庫 元朗（ユンロン）店 （香港新界地区元朗区教育路）

恒基兆業系百貨店「千色CITI STORE」1号店として開業した都市型ショッピングセンター「元朗千色匯（KOLOUR MALL）」の地下1階を賃借。PIAGO徳福店以来、10年ぶりのスーパーマーケット新規出店となる。食料品を主体とし、日用雑貨も扱う。売場面積は約1,672㎡。 2020年6月11日プレオープン、同月20日グランドオープン。
- 谷辰 尖沙咀（チムサーチョイ）店　（九龍地区油尖旺区尖沙咀中間道）

モール型ショッピングセンター「H Zentre」内に2020年9月26日オープン。食料品および生活雑貨を取り扱う。「谷辰（グウサン）」は谷と街を表したもので、太陽や月、星のように自然の恵みを提供するイメージも込めている。
- UNY生活創庫 将軍澳（チョンクワンオウ）店 （香港新界地区西貢区魷魚湾）

ショッピングセンター「ニュー・メトロポリス」内に、2021年11月17日グランドオープン。
過去に存在した店舗

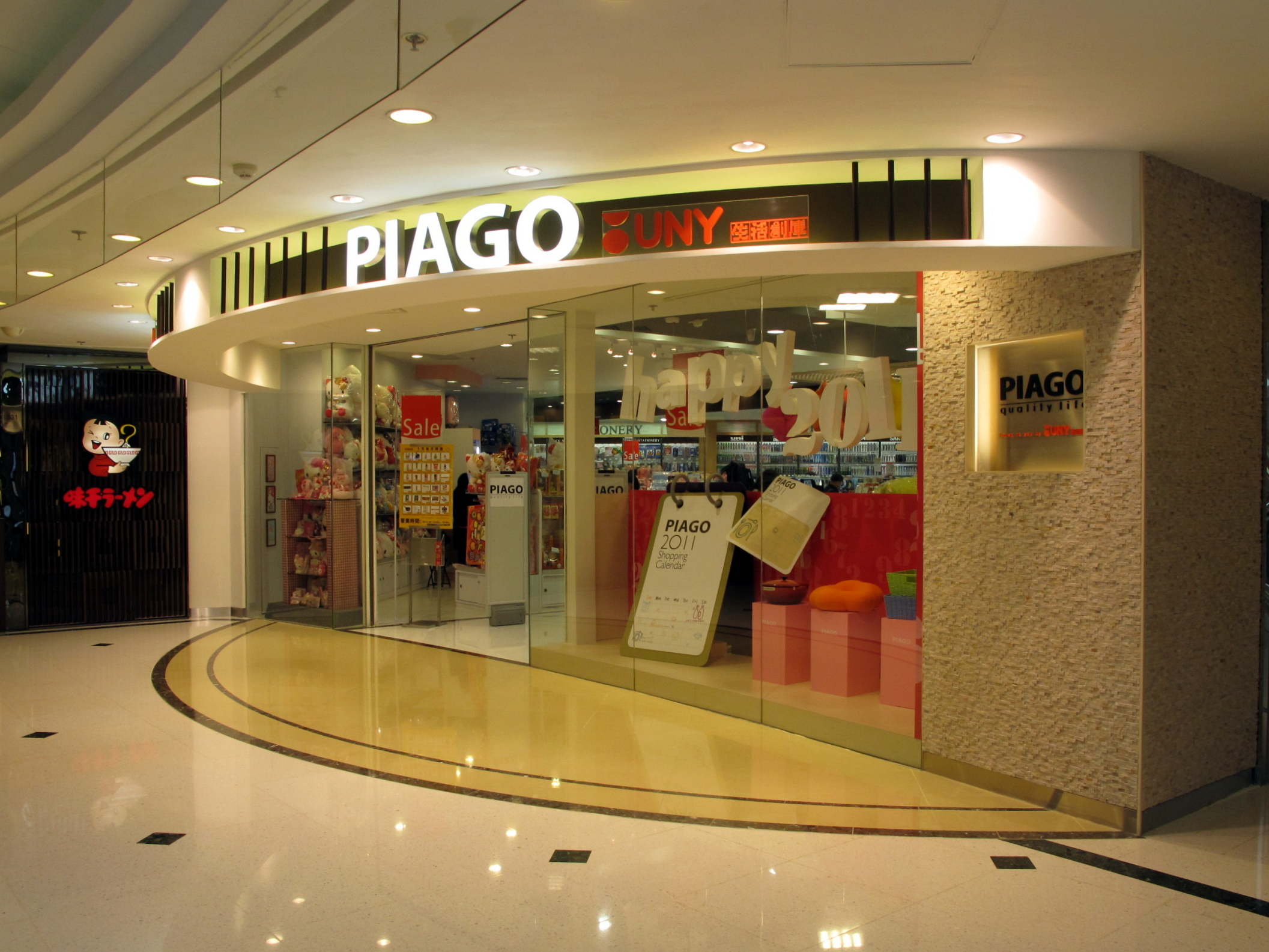
PIAGO德福廣場店（閉店済）

- PIAGO TELFORD 徳福（ダッフ）店 （九龍地区観塘区九龍湾、2010年12月20日開店 - 2019年3月31日閉店）

ピアゴブランド初の海外店舗として、ショッピングセンター德福廣場（ダッフッグォンチョン）、英名通称Telford Plaza（テルフォードプラザ）に出店。3号店。なお、開店直前の同月17日にプレオープンしている。
その他、非GMSとして日本製の日用雑貨・生活雑貨・ドライ加工食品を主体にした12香港ドル均一ショップの雑貨店、「私と生活」をショッピングセンターのインショップとして2014年秋から2019年に至るまで計4店舗出店していた。
- 私と生活 西寶城店（香港島地区中西区西環The Westwood内）- 2017年11月5日閉店
- 私と生活 北角店（香港島地区東区和富薈地庫Provident Square内）- 2018年9月30日閉店
- 私と生活 徳福店（PIAGO德福店内）- 2019年3月31日閉店
- 私と生活 樂富店（UNY生活創庫楽富店内）- 2019年5月1日閉店